# Şəki
Şəki (tiếng Azerbaijani: Şəki; cho đến năm 1968 là Nukha, tiếng Azerbaijan: Nuxa; cũng gọi, Nucha, Noukha, Shäki, và Sheki) là một thành phố ở tây bắc Azerbaijan, ở rayon cùng tên.
Şəki nằm ở phía bắc Azerbaijan ở phía nam của dãy núi Đại Kavkaz, 325 km về so với Baku. Dân số của thành phố này khoảng 63.000 người.

## Thành phố kết nghĩa
Thành phố này kết nghĩa với:
- Gabrovo, Bulgaria
- Giresun, Thổ Nhĩ Kỳ
- Göynük, Thổ Nhĩ Kỳ
- Lapseki, Thổ Nhĩ Kỳ
- Meram, Thổ Nhĩ Kỳ
- Slutsk, Belarus
- Telavi, Georgia